# 대우 BM
대우 BM은 자일대우버스의 중형 상용 버스 차종으로, 종류는 "BM090" 모델 한가지만 존재한다. 1996년 5월에 출시되었으며, 페이스 리프트된 후속 모델인 BS090이 등장한 이후에도 병행 생산되었으나 2004년 8월에 BS090에 통합되는 형태이자 중복을 막기 위해서 단종되었다.

## BM090 로얄 미디
1996년에 승합형 BF105의 대체 모델(1998년 단종)로 출고되었다. BS106을 기반으로 9M 전장으로 축소하여 개발하였으며, 엔진은 초기형이 D1146형 엔진을 탑재하였으나 1997년 생산부터는 D1146Ti형 엔진이 대신 탑재되었고, 2001년 생산분부터는 EURO II 환경규제에 맞춘 DE08Tis형 엔진이 탑재됐고 그 후 2년후인 2004년에 2002년에 이미 출시한 페이스 리프트 모델인 BS090 로얄미디에 통합되는 형태나 중복을 막기 위해서 단종됐다.

#### 제원
- 전장: 8,990 mm
- 전폭: 2,490 mm
- 전고: 3,220 mm
- 실내: 장 - 8,200 mm / 폭 - 2,370 mm / 고 - 1,970 mm
- 윤거: 전 - 2,075 mm / 후 - 1,853 mm
- 오버행: 전 - 1,960 mm / 후 - 2,710 mm
- 축거: 4,200 mm
- 총 배기량: 8,071 cc
- 최고출력: 225마력, 2300 rpm
- 형식: 6-Ti
- 최소 회전반경: 7.3 m

#### 특징
1999년부터 2000년까지 생산된 모델에서는 일반 승용자동차에서 흔히 볼 수 있는 레버를 당겨 케이블에 연결된 브레이크를 작동시키는 방식의 주차 브레이크가 설치되어 있었으나 2000년식 후기 모델부터는 대부분의 버스에서 사용하고 있는 공기식 주차 브레이크로 바뀌었다.
도시/농어촌/마을 승합용의 중문은 출시초기부터 슬라이딩인 형식을 채택하였으나 전중문 폴딩인 형식도 마이너스 옵션으로 존재하였다. 대부분 슬라이딩인 형식이 많았고 폴딩형식은 주로 전북, 전남 지역에 분포하였으나, 강원 강릉 시내버스 업체인 동진버스 및 충북 음성 농어촌버스 업체인 음성교통, 경기 안양 시내버스 업체인 삼영운수에서도 운행한 적이 있다.

## 경쟁 차종
- 현대 글로벌 900 (현 그린시티)
- 현대 에어로타운
- 기아 코스모스

## 사진

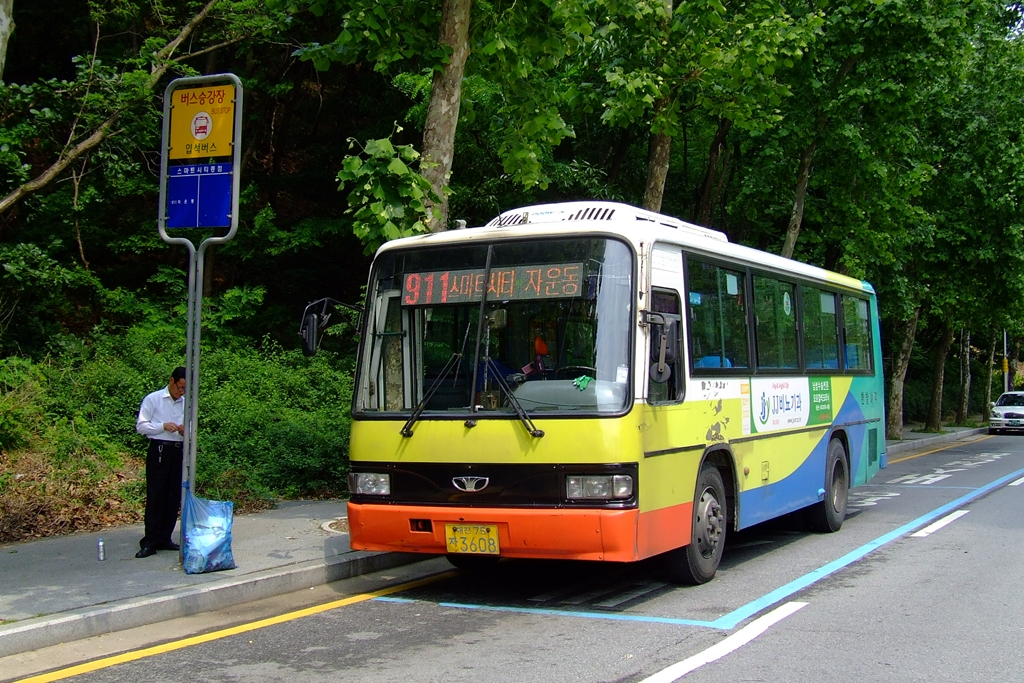
1998년식 BM 090-D2
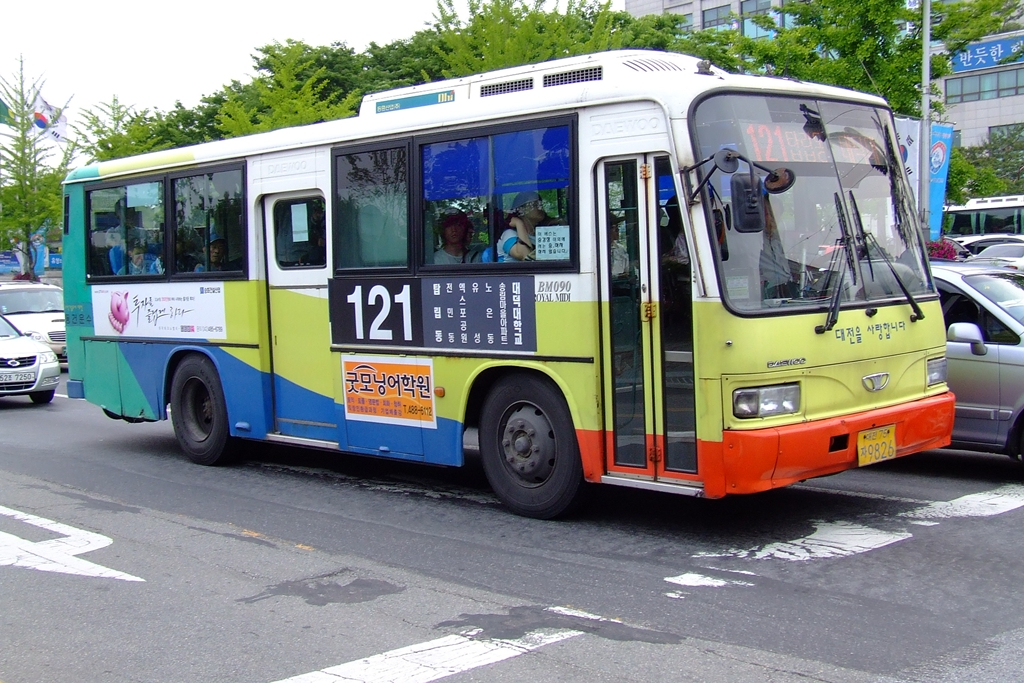
2000년식 BM 090-D4
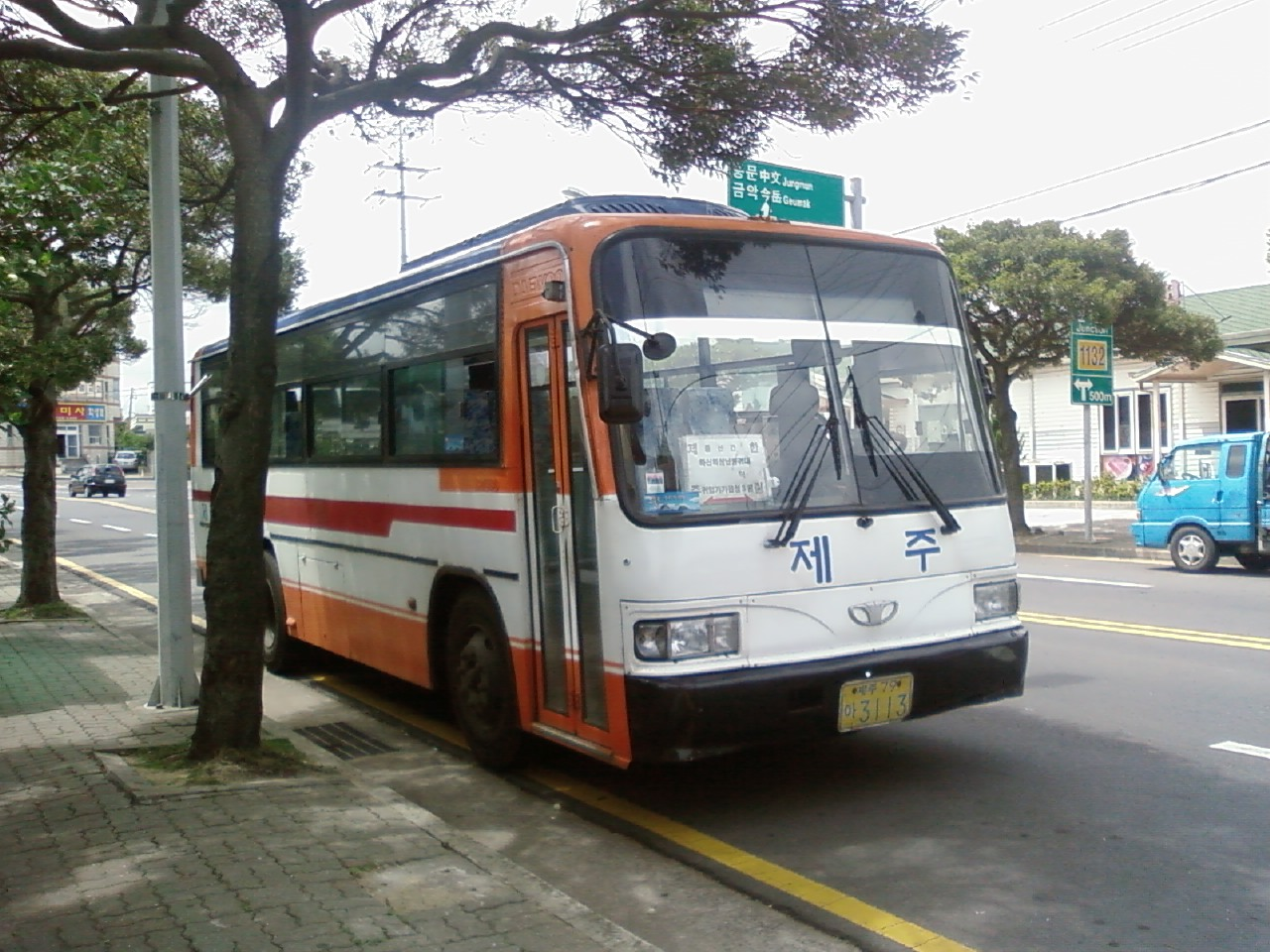
BM090 앞모습
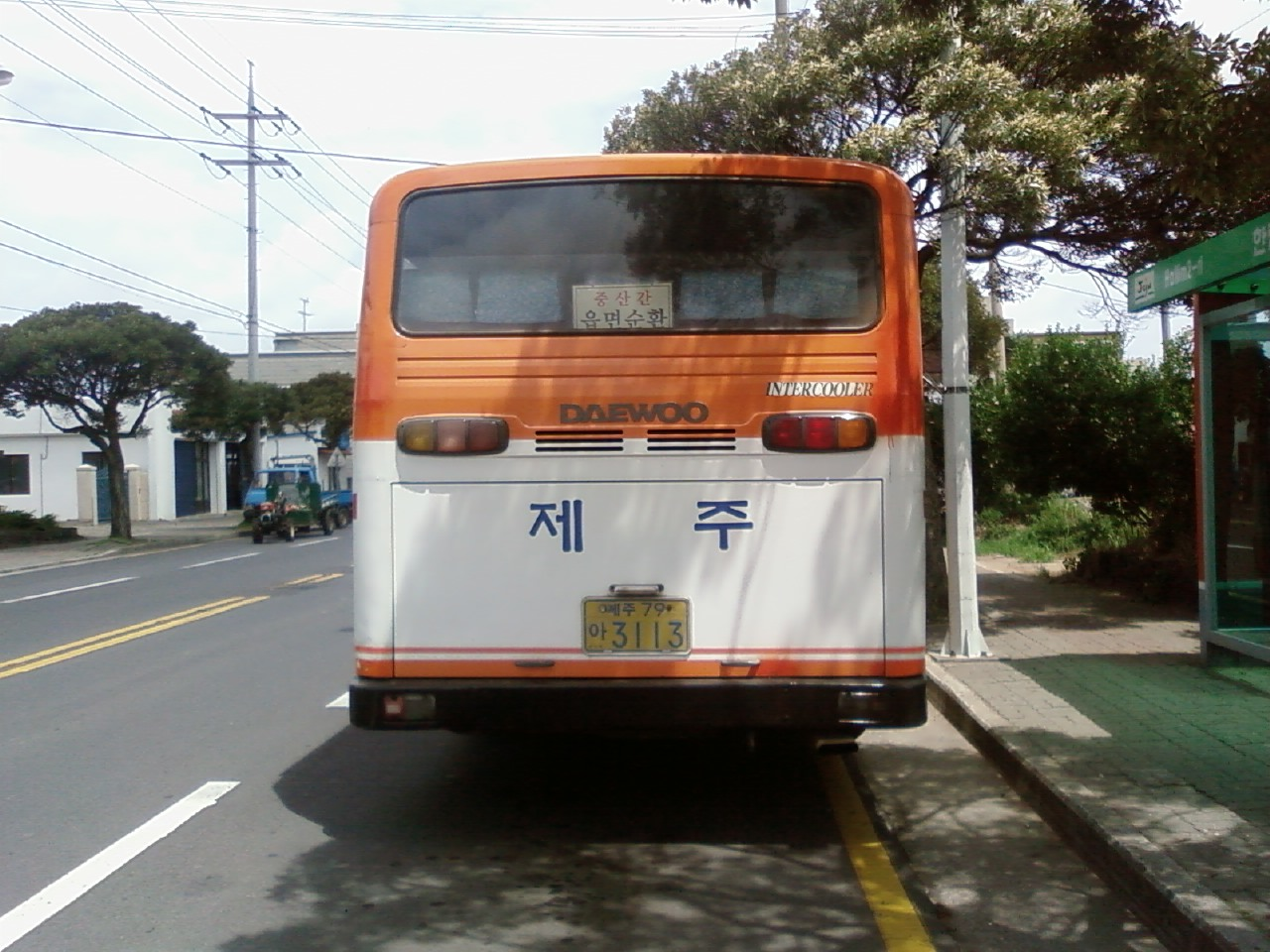
BM090 뒷모습
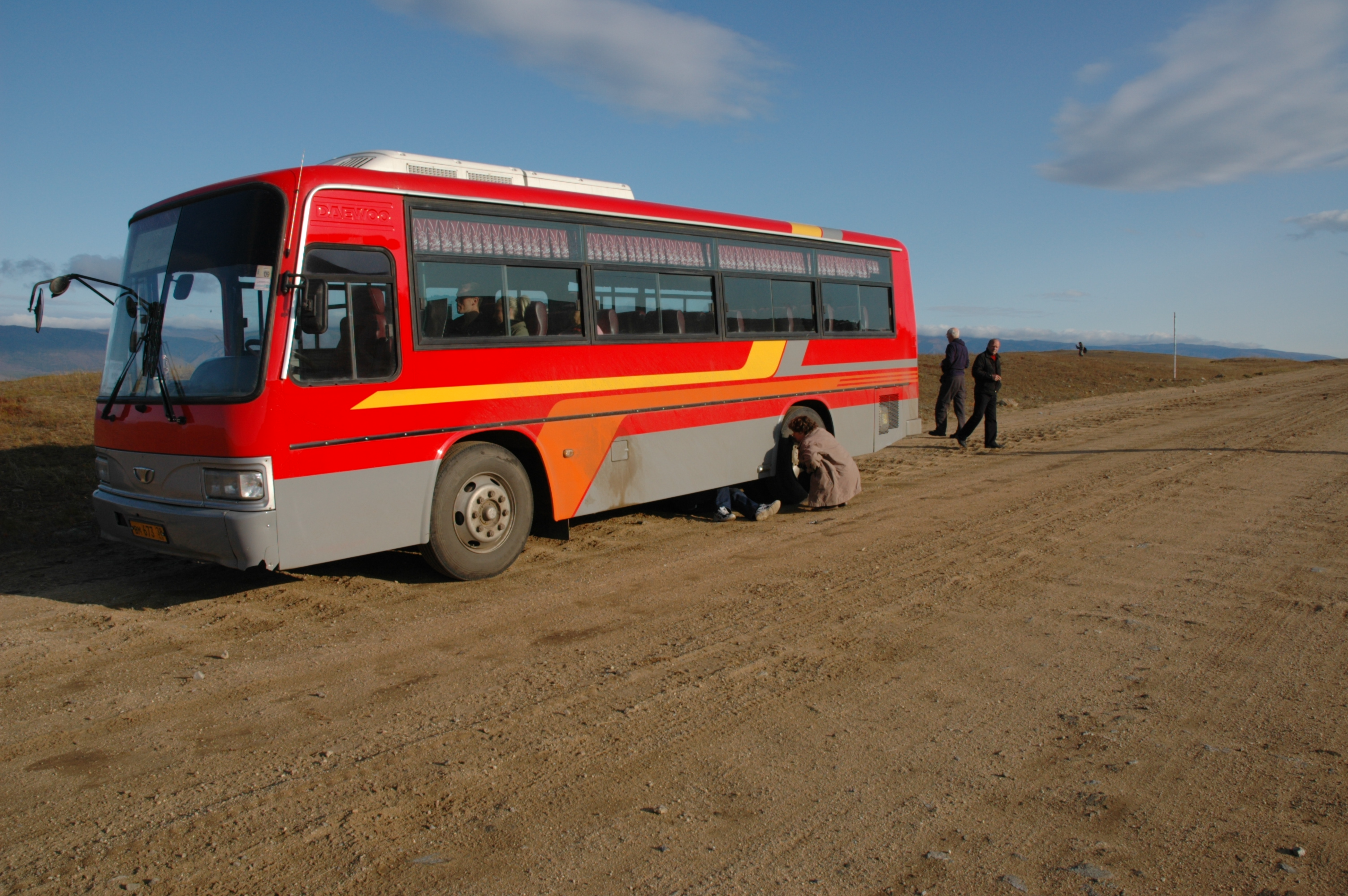
러시아로 중고 수출된 BM090
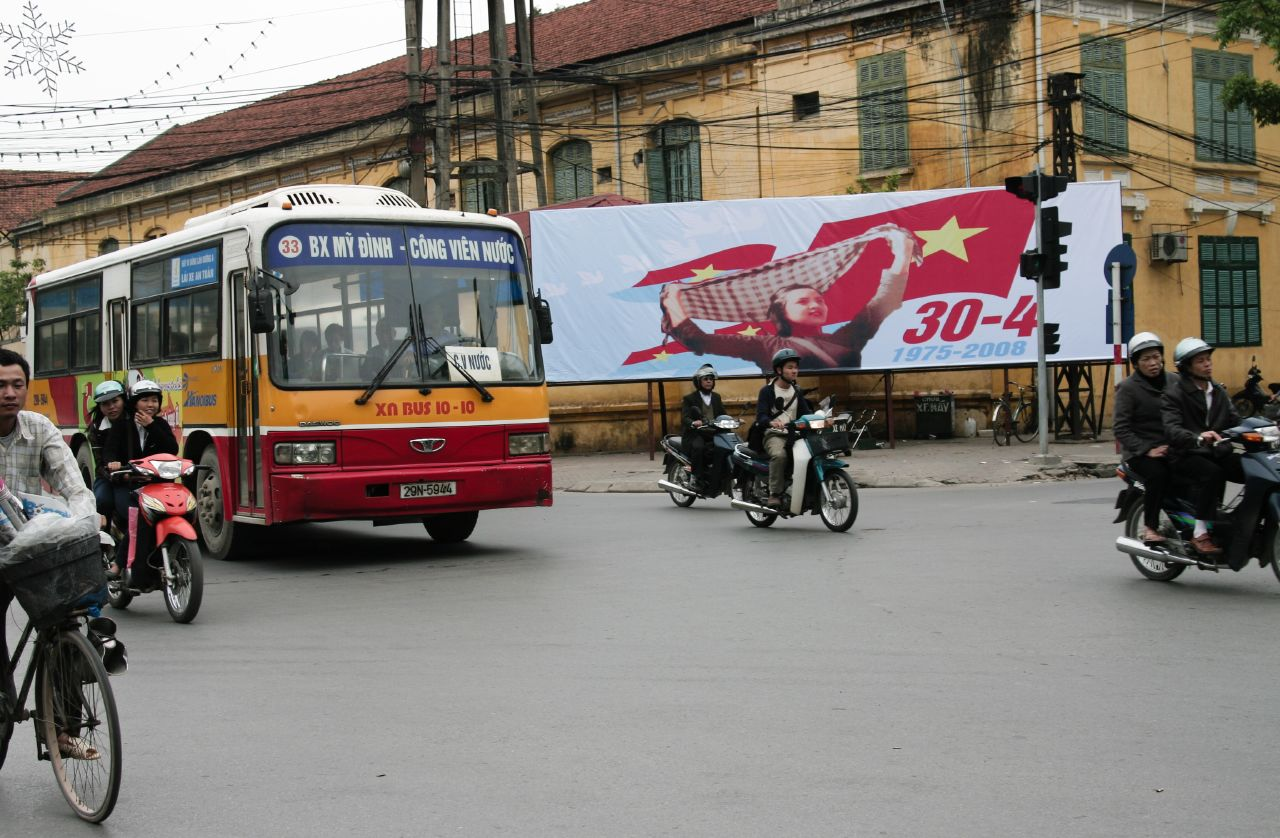
베트남으로 중고 수출된 BM090